# Serran commun
Serranus cabrilla
Pour les articles homonymes, voir Sarran.
Espèce
Le serran commun, serran-chevrette ou sarran est un poisson benthique de la mer Méditerranée proche du mérou.

## Physionomie
Le serran commun porte une robe très colorée, allant du brun-rouge au jaune. Son corps est couvert de huit bandes brunes transversales interrompues à mi-flanc par une ligne longitudinale blanche. Des stries orangées longitudinales rayent également les bas-flancs. Sa longueur habituelle est de 12 à 25 cm mais peut atteindre plus de 40 cm.
Ses écailles cténoïdes sont rugueuses au toucher.
Sa grande bouche prognathe présente une forte ressemblance avec celle du mérou : des soufflets jugulaires permettent à celle-ci de s'ouvrir toute grande. Elle atteint alors le diamètre du corps et de la tête. Ses yeux sont proéminents et ses dents acérées. Ses opercules sont striés d'orangé, et portent chacun trois fortes épines et un bord dentelé.
Ses nageoires se présentent ainsi :
- caudale : arrondie, orange et bleue ;
- dorsale : longue, orange zébrée de bleu, avec des épines antérieures et des rayons mous à l'arrière ;
- anale : gris bleu, traversée de deux lignes de points rouges ;
- pectorales : jaunes ;
- ventrales : orange.

## Écologie et biologie

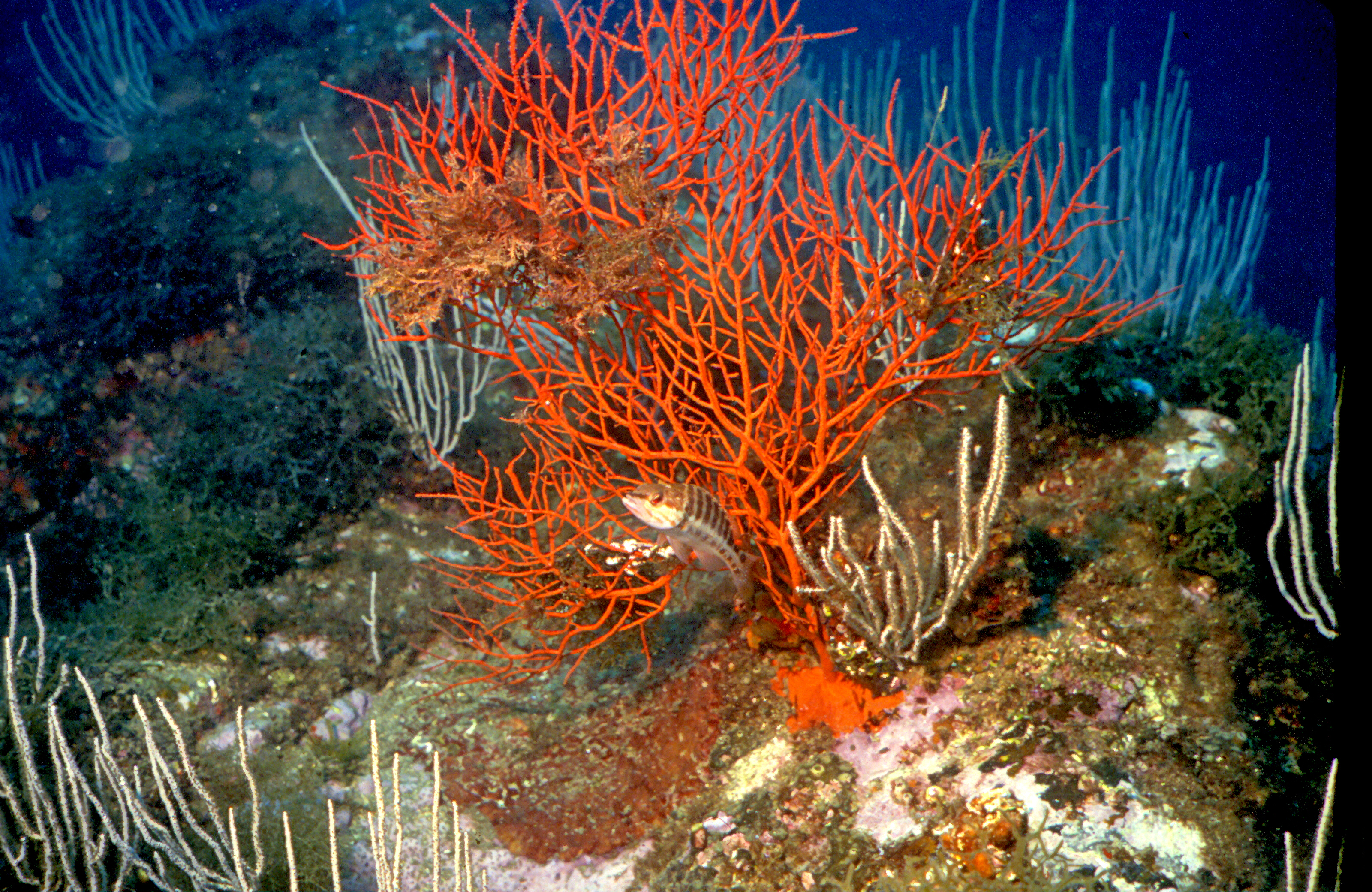
Une Leptogorgia sarmentosa (sciure) défendant son territoire, une gorgone orange

Le serran mène une vie solitaire dans les zones rocheuses de la zone benthique littorale, plus rarement en fonds vaseux ou sableux. Il fréquente parfois les prairies de posidonies. On le rencontre généralement à faible profondeur (0 à 40 m), bien que certains plongent jusqu'à 100 m. C’est un poisson très curieux qui vient facilement à la rencontre de l’étranger qui pénètre sur son territoire. 
En prédateur, le serran commun défend un territoire temporaire et chasse à l'affût autour de son refuge. Ce carnassier se nourrit d'annélides, de petits crustacés, de céphalopodes et de petits poissons, sur lesquels il fond par surprise.
Le serran commun est hermaphrodite synchrone : il possède des organes génitaux bivalents (ovotestis), dont les parties mâle et femelle arrivent à maturité parfois simultanément, mais restent incapables de "s'autoféconder". Les œufs sont pondus de mars à août et collés sur des pierres.

## Noms vernaculaires
Le serran commun est aussi couramment appelé sarran ou saran, serran chèvre, serran chevrette, serran petite chèvre ou serran cabrille.

## Pêche
Le serran commun se pêche très facilement sur le pourtour méditerranéen et fait partie des principales prises des pêcheurs à la palangrotte. Il est à la portée des débutants tant sa gloutonnerie en fait une proie complaisante. C'est aussi un appât de choix pour la pêche au vif (loups, dentis, etc.).
Il entre dans la composition de la bouillabaisse et d'autres soupes de poissons.